# Micrapion
Micrapion is een geslacht van vliesvleugeligen uit de familie Leucospidae. De wetenschappelijke naam van dit geslacht is voor het eerst geldig gepubliceerd in 1894 door Kriechbaumer.

## Soorten
Het geslacht Micrapion omvat de volgende soorten:
- Micrapion biimpressum Boucek, 1974
- Micrapion bilineatum Kriechbaumer, 1894
- Micrapion clavaforme Steffan, 1948
- Micrapion congoense Steffan, 1948
- Micrapion dalyi Boucek, 1974
- Micrapion dolichum Boucek, 1974
- Micrapion flavocinctum (Kieffer, 1905)
- Micrapion lugubre Boucek, 1974
- Micrapion nasutum Boucek, 1974
- Micrapion punctulatum Boucek, 1974
- Micrapion richardsi Boucek, 1974
- Micrapion steffani Boucek, 1974